# Bägarrankesläktet
Bägarrankesläktet (Mandevilla) är ett släkte i familjen oleanderväxter som består av cirka 120 arter från tropiska Amerika. Fler arter och hybrider odlas som krukväxter.
Släktet består av klättrande buskar eller lianer, de är vanligen kala. Bladen är motsatta och har glandler längs undersidans mittnerv eller vid basen. Blommorna är dagöppna och sitter i fåblommiga klasar i bladvecken, de är stora, trattformade med smal blompip.
Ibland urskiljs släktet Macrosiphonia för arter som bildar upprätta buskar, utan glandler på bladen och med blommor som vanligen öppnar sig nattetid.
Mandevilla har fått sitt namn efter Henry John Mandeville, en engelsk minister i Buenos Aires, som skickade den första bägarrankan till London.

## Odling
Trivs bra i vanlig blomjord. Placeras mycket ljust, men kan behöva skydd för den starkaste solen. Särskilt på vintern är det viktigt med ljus. Riklig vattning och näring varje vecka under tillväxtsäsongen. Övervintras något torrare och försök att öka luftluktigheten. Minimitemperatur 16°C. Bör beskäras regelbundet för att inte bli helt kal nertill.

### Webbkällor
- Svensk Kulturväxtdatabas